# Plaxton Beaver
Plaxton Beaver原稱Reeve Burgess Beaver， 是英國Plaxton製造的一款小型巴士車身。Beaver車身於1987-1991年在Pilsley, North East Derbyshire組裝，1991-1995年在Scarborough組裝，1995年後在Anston組裝。
Beaver車身主要裝於梅賽德斯-賓士小型巴士底盤。
Beaver 2車身裝於Mercedes-Benz Vario底盤，於1996年12月取代原先的Beaver，一直生產至2007年。Plaxton於2006推出Beaver 3車身，即 Beaver 2車身配上Plaxton Cheetah頭幅。

## 相集

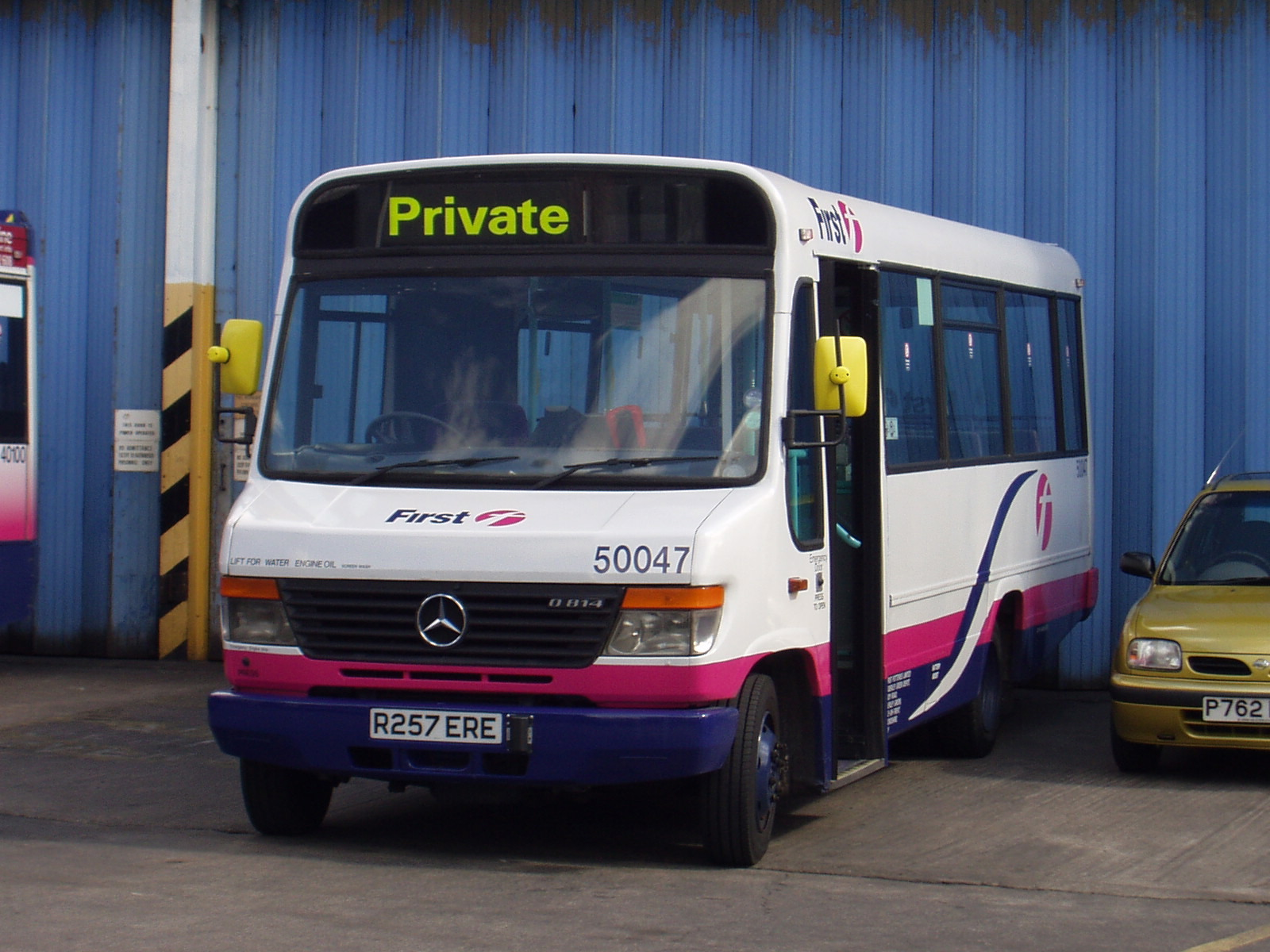
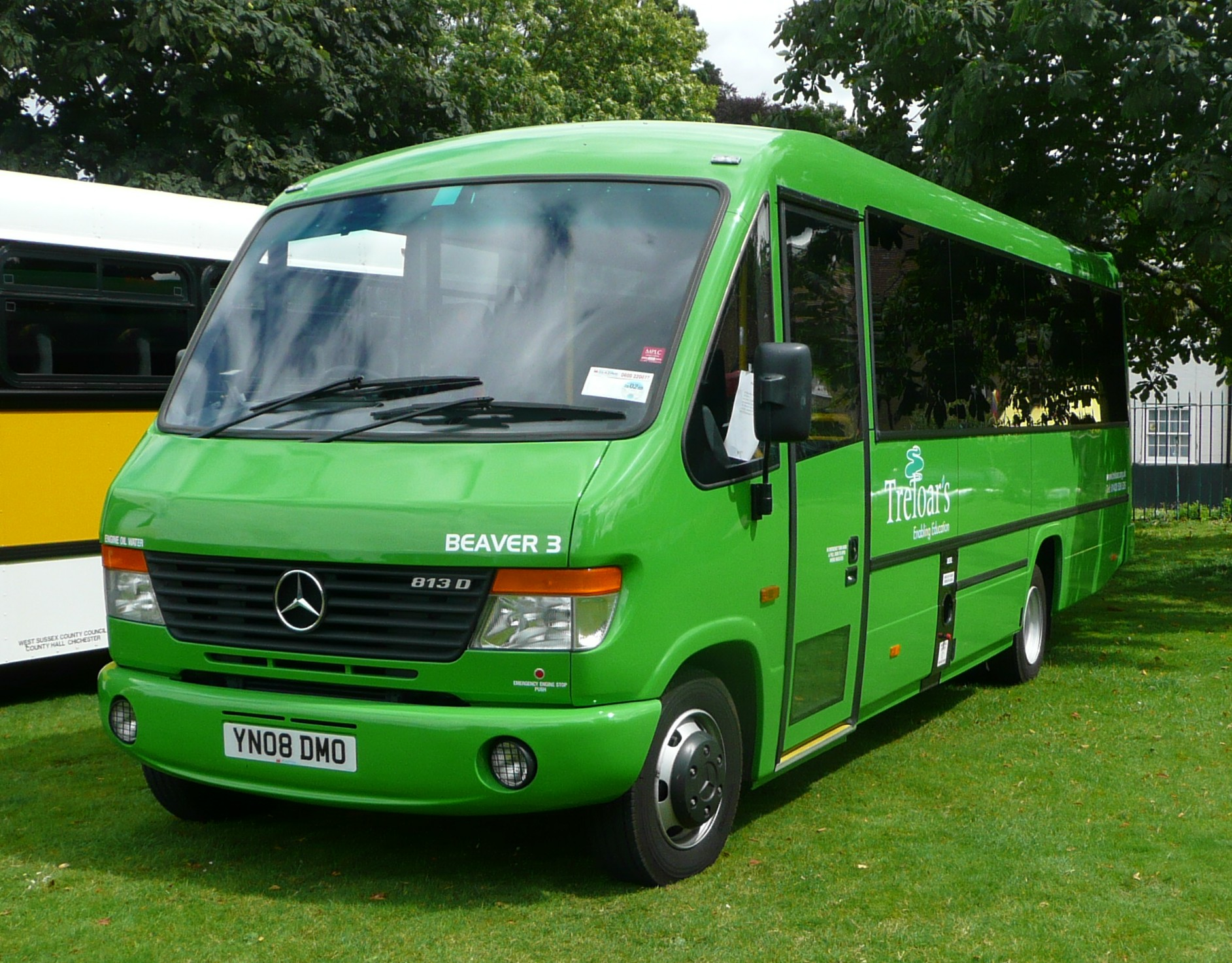
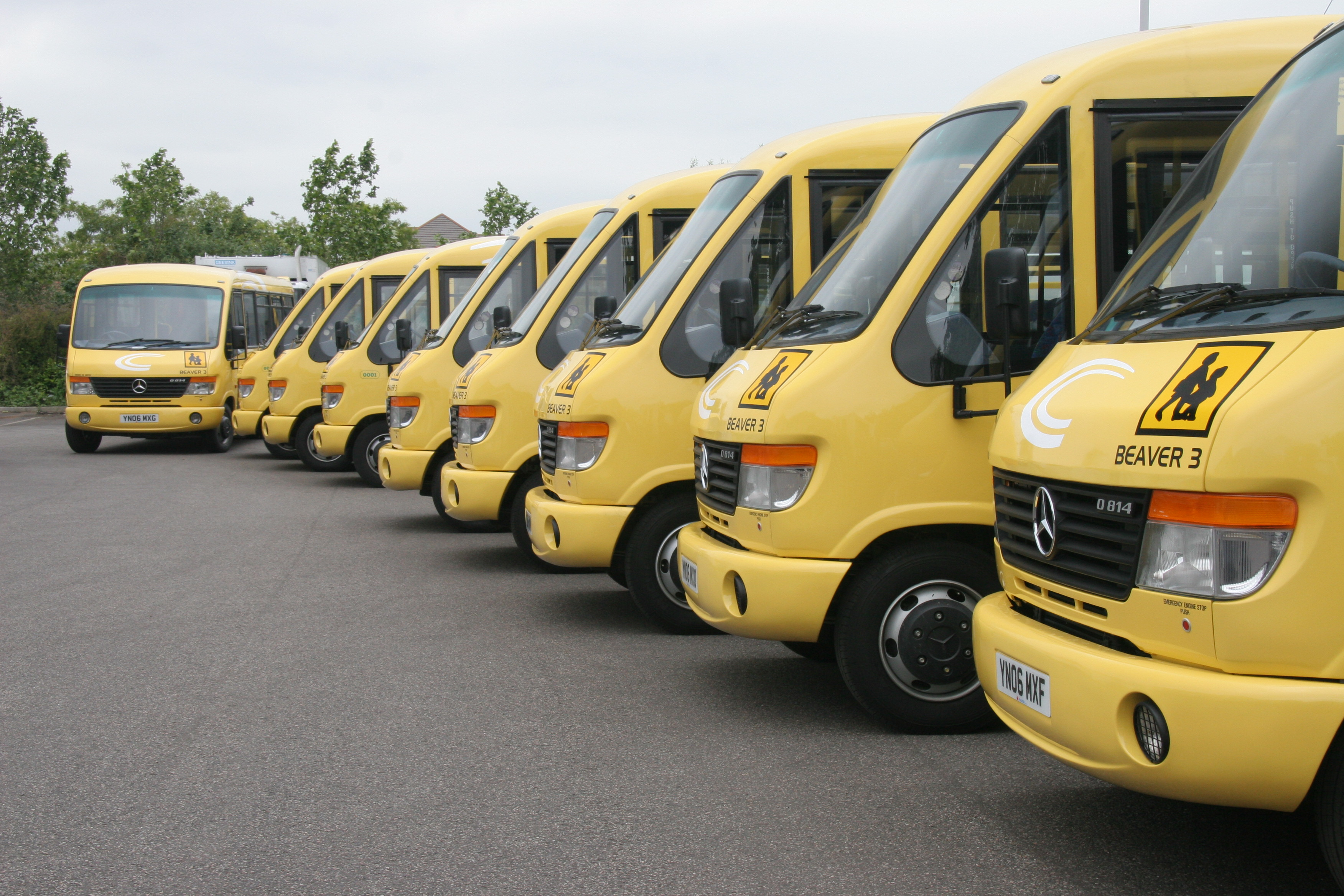

## 外部連結
- The Beaver's product page at Plaxton's website